# Flora Purim
Flora Purim (Rio de Janeiro, 6 marzo 1942) è una cantante jazz-fusion brasiliana.
Ha collaborato con molti artisti, tra i quali Stanley Clarke, Gil Evans, Stan Getz, i Grateful Dead, Carlos Santana, Jaco Pastorius, Chick Corea e suo marito Airto Moreira.
Flora Purim fonde nella sua musica le influenze brasiliane (soprattutto la musica di Hermeto Pascoal) con il jazz delle voci femminili più significative quali Sarah Vaughan e Ella Fitzgerald.

## Biografia

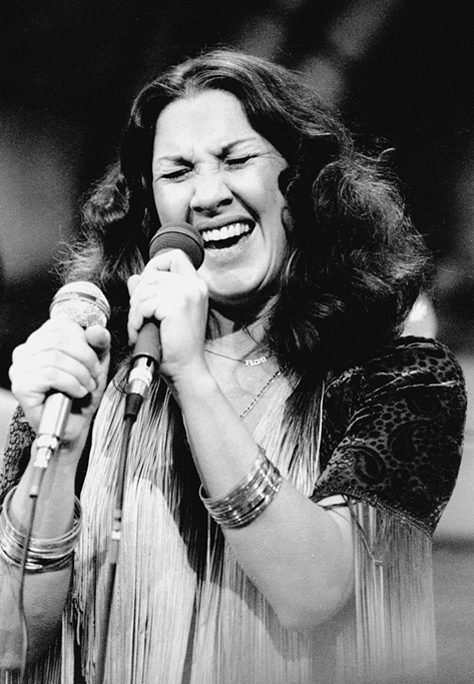
Flora Purim nel 1981

I genitori della Purim erano entrambi musicisti classici. Suo padre rumeno di origine ebrea suonava il violino e la madre il pianoforte. Flora scoprì il jazz americano attraverso la madre, che portava a casa dischi a 78 giri di Dinah Washington, Billie Holiday, Frank Sinatra, o di pianisti come Oscar Peterson o Erroll Garner e cercava di ripetere al piano i brani mentre il marito era fuori casa.
Flora iniziò la sua carriera nei primi anni sessanta, registrando Flora MBP, un album con alcuni classici di bossa nova. Successivamente entrò a far parte del Quarteto Novo di Airto Moreira e Hermeto Pascoal. Le canzoni di questo gruppo, in cui il jazz si mescolava alla protesta, divennero bersaglio della censura del governo militare instauratosi nel 1964 dopo un colpo di Stato, per cui Flora e Airto, dopo essersi sposati, decisero di partire verso gli Stati Uniti.
Arrivata a New York nel 1967, la coppia si immerse subito nel mondo del jazz elettrico, collaborando con Stan Getz e Gil Evans e partecipando alle loro tournée europee, e successivamente partecipando alle prime due incisioni della band Return to Forever di Chick Corea.
Nel 1973 la Milestone Records pubblicò Butterfly Dreams, il primo album di Flora Purim da solista, che venne subito notato dai critici, tanto che, attraverso il referendum della rivista Down Beat, i lettori elessero Flora tra le prime cinque voci femminili jazz dell'anno. A questo album ne fecero seguito molti altri lungo tutti gli anni settanta. Contemporaneamente, insieme al marito Airto, Flora iniziò una collaborazione con il gruppo uruguayano degli Opa, che sfociò nell'album Magic Time in cui lei compare come ospite.
La collaborazione più significativa nella carriera di Flora Purim fu senz'altro quella con Dizzy Gillespie e la sua United Nations Orchestra, che andò avanti lungo tutti gli anni ottanta e culminò nel 1992 con l'album vincitore di un Grammy Award intitolato appunto United Nations Orchestra. Alla morte di Gillespie, avvenuta nel 1993, Flora raccoglie la sua eredità spirituale e aderisce alla fede Bahá'í.
Più avanti negli anni novanta, Flora Purim lavorò a diversi progetti musicali, uno dei quali era un gruppo di latin jazz chiamato "Fourth World", composto, oltre che da lei e da Airto Moreira, da Gary Meek, Gary Brown, Jose Neto e Jovino Santos Neto. Come "Fourth World", pubblica diversi singoli e album, tra cui anche una raccolta di loro brani rimixati da noti Dj, intitolata Return Journey. L'ultimo album di questo gruppo risale al 2000.
Dal 2000 in poi, la produzione discografica di Flora Purim è stata affidata alla Narada Records, per la quale sono stati pubblicati finora Flora Purim Sings Milton Nascimento (2000), Perpetual Emotion (2001), Speak No Evil (2003) e Flora's Song (2005).

## Vita privata
Dal matrimonio con Airto Moreira è nata una figlia, Diana. Nel 2023 i due coniugi, già da tempo ridotti in miseria, sono entrati nel Retiro dos Artistas di Rio de Janeiro. 

## Premi
- 4 volte vincitrice del Down Beat Magazine's Best Female Jazz Vocalist
- 2 volte vincitrice di premi Grammy (e altre 2 volte candidata alla nomina del Grammy Awards per la Migliore Performance Jazz Femminile)

## Riconoscimenti
- Nel settembre del 2002, il presidente brasiliano Fernando Henrique Cardoso ha nominato Flora e il marito Airto all'Ordine del "Rio Branco", una delle più alte onorificenze del Brasile per coloro che hanno contribuito in maniera significativa alle promozioni internazionali del paese

## Discografia

### Solista
- Flora E M.P.M. (RCA, 1964)
- Butterfly Dreams (Milestone, 1973)
- Stories to Tell (Milestone, 1974)
- 500 Miles High (Milestone, 1976)
- Open Your Eyes You Can Fly (Milestone, 1976)
- Encounter (Milestone, 1977)
- Nothing Will Be As It Was...Tomorrow (Warner Bros., 1977)
- Everyday, Everynight (Warner Bros., 1978)
- That's What She Said (Milestone, 1978)
- Carry On (Warner Bros., 1979)
- Dafos with Mickey Hart, Airto Moreira (Reference, 1983)
- Humble People with Airto Moreira (Concord Jazz, 1985)
- Three-Way Mirror with Airto Moreira (Reference, 1985)
- The Magicians with Airto Moreira (Crossover, 1986)
- The Colours of Life with Airto Moreira (In+Out, 1988)
- The Midnight Sun (Venture, 1988)
- The Sun Is Out with Airto Moreira (Crossover, 1989)
- Queen of the Night (Sound Wave, 1992)
- The Flight (B&W Music, 1994)
- Speed of Light (B&W Music, 1995)
- Flora Purim Sings Milton Nascimento (Narada, 2000)
- Perpetual Emotion (Narada, 2000)
- Speak No Evil (Narada, 2002)
- Flora's Song (Narada, 2005)
- Live in Berkeley with Airto Moreira (Airflow, 2012)

Con Airto Moreira
- Natural Feelings (Buddah, 1970)
- Seeds on the Ground (Buddah, 1971)
- Free (CTI, 1972)
- Fingers (CTI, 1973)
- Virgin Land (Salvation, 1974)
- Identity (Arista, 1975)
- Promises of the Sun (Arista, 1976)
- I'm Fine – How Are You? (Warner Bros., 1977)
- Touching You...Touching Me (Warner Bros., 1979)
- Wings of Imagination (Concord, 2001)

Con Fourth World
- Fourth World Recorded live at Ronnie Scott's (1992)
- Fourth World (1993)
- Fourth World [live] (1995)
- Encounters of the Fourth World (1995)
- Last Journey (1999)

### Collaborazioni
- Chick Corea and Return to Forever, Return to Forever (1972)
- Chick Corea and Return to Forever, Light as a Feather (1972)
- George Duke, Feel (1974)
- Michael Franks, Tiger in the Rain (1979)
- George Duke, A Brazilian Love Affair (1980)
- Naoya Matsuoka, Hidefumi Toki, "Pacific Jam" (1981)
- Dizzy Gillespie, Live at the Royal Festival Hall (Enja, 1990)
- Lawson Rollins, Infinita (2008)
- Lawson Rollins, Espirito (2010)
- Opa, Magic Time (1977)
- Hermeto Pascoal, Slaves Mass (1976)
- Duke Pearson, How Insensitive (1969)
- Duke Pearson, It Could Only Happen with You (1970)
- P.M. Dawn and Airto, Red Hot + Rio (1996)
- Rhythm Devils, The Apocalypse Now Sessions (1980)
- Joe Sample, Voices in the Rain (1981)
- Santana, Welcome (1973)
- Santana, Borboletta (1974)

### Come sidewoman
With Dizzy Gillespie
- Rhythmstick (CTI, 1990)
- Live at the Royal Festival Hall (Enja, 1990)

Con Bobby Hutcherson
- Cool Summer (2006)

## Filmografia

### Come protagonista
- 2006 - Flora Purim & Airto: The Latin Jazz All-Stars

### Come sidewoman
Con Dizzy Gillespie
- 1990 - Rhythmstick
- 2001 - Live at the Royal Festival Hall, London

Con Bobby Hutcherson
- 2006 - Cool Summer